# 田角陸
田角 陸（たずみ りく、1996年2月3日 - ）は、日本の起業家。日本のバーチャルYouTuberグループ「にじさんじ」を運営する企業、ANYCOLOR株式会社（創業時は「いちから株式会社」）の創業者、CEO。

## 経歴
1996年2月3日、兵庫県に生まれた。神戸市立有野台小学校、三田学園中学校・高等学校を卒業後、早稲田大学基幹理工学部表現工学科に入学。大学在学中の2017年5月に「いちから株式会社」（現：ANYCOLOR株式会社）を設立した。

## 起業
起業・スタートアップには高校生のころから興味を持つ。高校生当時、早慶志望で、それらの出身者に起業家がとても多かったことから、更に興味が増す。早稲田大学在学中、ガイアックス子会社でインターンシップを経験したり同大学の起業家講座で刺激を受けたりしたことから、起業に踏み切る。
4つの事業を立ち上げ失敗したのち、投資家からのフィードバックを得てトレンドに乗ることの重要性を感じ、キズナアイの盛り上がりなどバーチャルYouTuberが流行する波が来ていたこと、アニ文字が2017年10月頃流行し始め、それとライブ配信を掛け合わせ集中することに商機を見出したこと、また、短期集中に向いていることもあり、バーチャルYouTuber事業を行うことを決意した。